# Bernard Collomb
Bernard Collomb (7 de outubro de 1930 – 19 de setembro de 2011) foi um automobilista francês.
Collomb participou de 6 GPs de Fórmula 1, tendo como melhor resultado o 10º lugar na Alemanha de 1963.